# Massimo Marino
Massimo Marino (nascido em 4 de junho de 1954) é um ex-ciclista italiano que participou na prova de velocidade nos Jogos Olímpicos de Munique 1972 e nos 1 000 m contrarrelógio nos Jogos Olímpicos de Montreal 1976, competindo por Itália.